# Europese kampioenschappen judo 2015
De Europese kampioenschappen judo 2015 werden van 25 tot en met 28 juni 2015 gehouden in de Heydar Aliyevarena in Bakoe, Azerbeidzjan. De EK vielen samen met de Europese Spelen 2015. Aanvankelijk gingen de Europese kampioenschappen plaatsvinden in het Britse Glasgow, en dat van 9 tot en met 12 april. In februari 2015 gaf het organisatiecomité het evenement echter terug uit handen vanwege financiële problemen. Daarop besloot de Europese Judobond om de EK te laten samenvallen met het judo-evenement op de allereerste Europese Spelen en werd dus in Bakoe (Azerbeidzjan) gehouden.

## Medailles

### Mannen
| Onderdeel | Goud | Goud                    | Zilver | Zilver              | Brons   | Brons                                  |
| --------- | ---- | ----------------------- | ------ | ------------------- | ------- | -------------------------------------- |
| -60 kg    | RUS  | Beslan Moedranov        | AZE    | Orkhan Safarov      | SUI GEO | Ludovic Chammartin Amiran Papinashvili |
| -66 kg    | RUS  | Kamal Khan-Magomedov    | FRA    | Loïc Korval         | RUS GER | Mikhail Pulyaev Sebastian Seidl        |
| -73 kg    | ISR  | Sagi Muki               | GEO    | Nugzar Tatalashvili | SLO BEL | Rok Drakšič Dirk Van Tichelt           |
| -81 kg    | GEO  | Avtandili Tchrikishvili | RUS    | Ivan Nifontov       | GER FRA | Alexander Wierczeczak Loïc Pietri      |
| -90 kg    | RUS  | Kirill Denisov          | GEO    | Varlam Liparteliani | GRE NED | Ilias Iliadis Guillaume Elmont         |
| -100 kg   | NED  | Henk Grol               | CZE    | Lukáš Krpálek       | BEL FRA | Toma Nikiforov Cyrille Maret           |
| +100 kg   | GEO  | Adam Okruashvili        | ISR    | Or Sasson           | RUS UKR | Renat Saidov Iakiv Khammo              |

### Vrouwen
| Onderdeel | Goud | Goud               | Zilver | Zilver            | Brons   | Brons                              |
| --------- | ---- | ------------------ | ------ | ----------------- | ------- | ---------------------------------- |
| -48 kg    | BEL  | Charline Van Snick | TUR    | Ebru Sahin        | HUN RUS | Eva Csernoviczki Irina Dolgova     |
| -52 kg    | ROU  | Andreea Chițu      | FRA    | Annabelle Euranie | GER RUS | Mareen Kräh Natalja Koezjoetina    |
| -57 kg    | POR  | Telma Monteiro     | HUN    | Hedvig Karakas    | KOS GER | Nora Gjakova Miryam Roper          |
| -63 kg    | GER  | Martyna Trajdos    | SLO    | Tina Trstenjak    | ISR FRA | Yarden Gerbi Clarisse Agbegnenou   |
| -70 kg    | NED  | Kim Polling        | GER    | Laura Vargas Koch | AUT GER | Bernadette Graf Szaundra Diedrich  |
| -78 kg    | NED  | Marhinde Verkerk   | GER    | Luise Malzahn     | SLO NED | Anamari Velenšek Guusje Steenhuis  |
| +78 kg    | FRA  | Emilie Andeol      | GER    | Jasmin Külbs      | TUR UKR | Belkız Zehra Kaya Svitlana Yaromka |

### Teams
| Onderdeel | Goud      | Zilver    | Brons            |
| --------- | --------- | --------- | ---------------- |
| Mannen    | Frankrijk | Georgië   | Rusland Oekraïne |
| Vrouwen   | Frankrijk | Duitsland | Italië Slovenië  |

## Medailleklassement
| Plaats | Land         | Goud | Zilver | Brons | Totaal |
| 1      | Frankrijk    | 3    | 2      | 3     | 8      |
| 2      | Rusland      | 3    | 1      | 5     | 9      |
| 3      | Nederland    | 3    | 0      | 2     | 5      |
| 4      | Georgië      | 2    | 3      | 1     | 6      |
| 5      | Duitsland    | 1    | 4      | 5     | 10     |
| 6      | Israël       | 1    | 1      | 1     | 3      |
| 7      | België       | 1    | 0      | 2     | 3      |
| 8      | Portugal     | 1    | 0      | 0     | 1      |
| 8      | Roemenië     | 1    | 0      | 0     | 1      |
| 10     | Slovenië     | 0    | 1      | 3     | 4      |
| 11     | Hongarije    | 0    | 1      | 1     | 2      |
| 11     | Turkije      | 0    | 1      | 1     | 2      |
| 13     | Azerbeidzjan | 0    | 1      | 0     | 1      |
| 13     | Tsjechië     | 0    | 1      | 0     | 1      |
| 15     | Oekraïne     | 0    | 0      | 3     | 3      |
| 16     | Griekenland  | 0    | 0      | 1     | 1      |
| 16     | Italië       | 0    | 0      | 1     | 1      |
| 16     | Kosovo       | 0    | 0      | 1     | 1      |
| 16     | Oostenrijk   | 0    | 0      | 1     | 1      |
| 16     | Zwitserland  | 0    | 0      | 1     | 1      |
| Totaal |              | 16   | 16     | 32    | 64     |